# Волтер Лерд
Волтер Лерд — видатний танцівник, хореограф. Народився 26 липня 1920 року. Рідне місто: Лейтон, Англія.

## Початок
Волтер Лерд (Walter Laird) зробив дуже великий внесок у становлення та розвиток латиноамериканських танців як у Великій Британії, так і за її межами. Методики викладання Волтера Лерда та його книга «Техніка латиноамериканських танців» і в наш час є неперевершеними. Волтер народився в місті Лейтон, у Англії, де він закінчив школу та потім вивчав електроніку в технічному коледжі. Будучи школярем, Волтер почав танцювати в парі з сестрою Джоан у 1930 році, і разом вони виграли змагання з джіттербагу в 1936 році.

## Любитель
Під час Другої Світової війни Волтер працював на надсекретних виробництвах, проектуючи деталі для авіаційнної кабіни. Коли Волтер почав працювати в Науково-дослідному інституті BBC Великої Британії в Фарнборро, він зустрів свою першу професійну партнерку, яку звали Енді Ешкрофт Лайонс (Ande Ashcraft Lyons). Під час війни вони разом працювали на військовому заводі, він — ученим, вона — стенографісткою. Коли Волтер дізнався, що вона любить танцювати, він почав навчати її. Разом вони брали участь у різних змаганнях і танцювальних шоу під час війни. Вони створили танцювальну команду разом з Франком і Пеггі Спенсер (Frank and Peggy Spencer) і їздили країною зі своїм шоу, з'являлися на телебаченні в Танцювальному Клубі Віктора Сильвестра (Victor Silvester). Говорячи про досягнення пари Волтера Лерда та Енд Лайонс, варто сказати про те, що вони завоювали перше місце на Восьмому Чемпіонаті Англії зі спортивного танцю.

## Професіонал
До 1955 року пара Волтера та Енді тричі ставала чемпіонами Англії серед професіоналів у восьми видах танців, серед яких були вальс, танго, квікстеп, повільний фокстрот, румба, джайв, самба та пасодобль. Наприкінці 1950-х танцювальна пара Волтера та Енд розпалася.
На почтаку 1960-х Волтер почав танцювати з Лоррейн Рохдін Рейнольдс (Lorraine Rohdin Reynolds). Ця пара виграла три Світових Чемпіонату в період з 1962 по 1964 рік, тричі вони ставали чемпіонами Європи, виграли чотири чемпіонати «British Open», чотири рази вони ставали чемпіонами Великої Британії, також чотири рази вигравали Міжнародні Чемпіонати в 1960-х роках, і саме в цей час Волтер переглянув свої погляди на стиль у танці.
Будучи вченим, Волтер зміг проаналізувати фізику рухів тіла. Він встановив, де саме знаходиться центр ваги при виконанні різних рухів. Знання цього центру ваги дозволило б знайти баланс обом партнерам і також це знання допомогло б партнерці, бо її швидкість, у кінцевому рахунку, залежить від чоловіка, який веде пару. У той час, поки Лоррейн хворіла на туберкульоз, Волтер написав тезу, яка став підставою для написання його книги про техніку виконання латиноамериканських танців, яка була опублікована в 1961 році. Надалі книга перевидавалася в 1964, 1972, 1977, 1983 і 1988 роках. Перші видання включали в себе текст в описовій формі, а з 1972 року всі фігури були вже описані у вигляді таблиць (у такому вигляді книга видається й досі). Його книга стала настільки відомою та популярною, що згодом стала головним і дуже впливовим підручником у різних танцювальних організаціях.
Треба сказати, що Волтер був зачарований латиноамериканськими танцями та музикою вже з початку 1940-х років. Він навчався ритмам цих танців і розвивав свою техніку, яка була заснована на принципах, використаних їм і Лоррейн та іншими головними конкурентами. Уперше основним принципам, положенням і фігурам, які стали фундаментальними для цих танців, дали назви. У наступних перевиданнях книги Волтера було додано ще більше фігур, деякі були перейменовані, і подальший технічний аналіз був присвячений таким темам, як, наприклад, розрахунок часу. Волтер вивів Міжнародний Стиль Латиноамериканського танцю. Теорія й танець стали одним цілим у його розумінні динаміки цього нового стилю.
Пізніше, після завершення танцювальної кар'єри, Лерд зустрів Джулі Гібсон (Julie Gibson), яка стала його дружиною. Вона завжди допомагала йому та давала поради під час останніх 20 років його досліджень і викладання.

## Тренер
Волтер Лерд зробив значний внесок (який важко переоцінити) у розвиток латиноамериканських танців і був почесним членом численних танцювальних асоціацій. Також він отримав безліч премій за свій внесок у танці. Волтер був членом і президентом до 2000 року Федерації бальних танців (Ballroom Dancers ' Federation), з 1973 по 1993 роки був секретарем і делегатом у Британській Танцювальній раді. Він був і справжнім товаришем, і дійсно хорошим тренером. Також Волтер Лерд був виконавчим консультантом Міжнародної Асоціації викладачів танцю (з 1981 року), брав участь у багатьох муніципальних підкомісіях. Поки ще не втрутилася хвороба, Волтер і його дружина Джулі подорожували світом, читаючи лекції, викладаючи і тренуючи спортсменів. Волтер був тренером багатьох дуже відомих і успішних танцюристів, серед яких можна виділити такі імена, як Алан Торнсберг (Allan Tornsberg), Юкка Хаапалайнен (Jukka Haapalainen) і Сірпа Суутарі (Sirpa Suutari), Еспен Салберг (Espen Salberg), Вібеке Тофт, Донні Бернс (Donnie Burns) і Гейнор Фейервезер (Gaynor Fairweather). І здавалося, що сама доля розпорядилася тим, що Волтер Лерд помер 30 травня 2002 року під час Блекпульского Танцювального фестивалю.

## Партнери Волтера і країни, за які виступала пара
1930—1936 — Джоан Лерд (Англія)
1940-ті — кінець 1950-х — Енд Ешкрофт Лайонс (Англія)
1960—1964 — Лоррейн Рохдін Рейнольдс (Англія)